# Hans-Wolfgang Ackermann
Hans-Wolfgang Ackermann (* 16. Juni 1936; † 12. Februar 2017) war ein deutscher Mikrobiologe und Pionier der Elektronenmikroskopie und Taxonomie prokaryotischer Viren. Er wirkte vor allem in Deutschland, Frankreich, Kanada und Haiti u. a. als Vizepräsident des International Committee on Taxonomy of Viruses (ICTV).

## Leben
Geboren in Berlin, besuchte Hans-W. Ackermann als Schüler das Collège Français Berlin (Französisches Gymnasium Berlin). Obwohl wohnhaft in Ostberlin, studierte er in Westberlin an der Freien Universität Berlin (FU) mit Abschluss 1961. Seit dem Sommersemester 1955 gehörte er der Berliner Burschenschaft Allemannia (seit 1993 Burschenschaft Redaria-Allemannia Rostock) an.
Zwei Tage nach dem Mauerbau im August 1961 ging er mit einem geliehenen Pass nach West-Berlin, um dort an der FU weiter arbeiten zu können – er hatte dort bereits 1959 mit Arbeiten zu seiner Doktorarbeit begonnen. In den 1960er-Jahren absolvierte er ein Praktikum am Rudolf-Virchow-Krankenhaus in Berlin und verbrachte zudem ein Jahr am Pasteur-Institut in Paris.
Ein Jahr nach dem Abschluss des Medizinstudiums an der FU Berlin wurde Ackermann 1962 am Institut für Hygiene und Medizinische Mikrobiologie der FU Berlin mit einer Arbeit über Vi-Phagen von Salmonella Typhi promoviert. 1967 wechselte er in die Abteilung für Mikrobiologie an der medizinischen Fakultät der Universität Laval in Quebec, Kanada. Er unterrichtete dort vor allem medizinische Virologie und Mykologie (ersteres auch in Haiti). 2001 wurde er emeritiert.

## Wirken
Ab 1967 arbeitete Hans-W. Ackermann unter anderem an mikroskopischen Pilzen, Enterobakterien, Bakteriophagen, Hepatitis-B-Viren und Baculoviren.
Insbesondere schlug er für die Viren mit Kopf-Schwanz-Struktur die Virus-Ordnung Caudovirales vor. Weitere neun Familien von Bakteriophagen hat er entweder neu geschaffen oder neu definiert.
Er ist (Co-)Autor zahlreicher wissenschaftlicher Artikel sowie mehrerer Bücher. Diese behandeln vor allem die Virusmorphologie, -physiologie und -pathogenität.
Unter den Büchern findet sich aber auch eines mit dem Titel „The Spirits of Haitian Vodou“ – also ein ganz anderes Thema.
Der Schwerpunkt seiner Tätigkeit waren jedoch Arbeiten zur Morphologie und Klassifizierung/Taxonomie von Bakteriophagen und zur Elektronenmikroskopie.
Ackermann war ab 1971 Mitglied des International Committee on Taxonomy of Viruses (ICTV), darunter vier Jahre lang dessen Vizepräsident, sowie über 15 Jahre lang Vorsitzender des ICTV-Unterkomitees für bakterielle Viren (Bakteriophagen).
1998 schlug Ackermann vor, der Gruppe der Bakteriophagen mit Kopf-Schwanz-Struktur den taxonomischen Rang einer Ordnung mit der Bezeichnung Caudovirales zu geben – was vom ICTV in der Folge bestätigt wurde. Erst in jüngster Zeit wurde vorgeschlagen, dieser Phagengruppe aufgrund ihrer hohen Diversität als Ordnung aufzulösen zugunsten der (2018 eingeführten) höheren Rangstufe einer Klasse Caudoviricetes. Auch an der Klassifizierung der in dieser Gruppe erfassten Phagen anhand des Schwanz-Morphologie (in Myo-, Podo- und Siphoviren) hatte Ackermann großen Anteil. Diese Klassifizierung wird erst in neuester Zeit durch eine Taxonomie aufgrund von DNA-Sequenzierung zunehmend abgelöst.
Ackermann war federführend in der Zusammenstellung der (mit Stand 2012) weltweit größten Bakteriophagensammlung (am Félix d'Hérelle Reference Center for Bacterial Viruses der Universität Laval). Dort veröffentlichte er auch eine Phagen-Bibliographie mit 31.000 Referenzen im Internet.

## Fotogalerie
Eine Auswahl von TEM-Aufnahmen von Phagen-Virionen mit Kopf-Schwanz-Morphologie (Caudoviricetes), erstellt durch Hans-W. Ackermann:

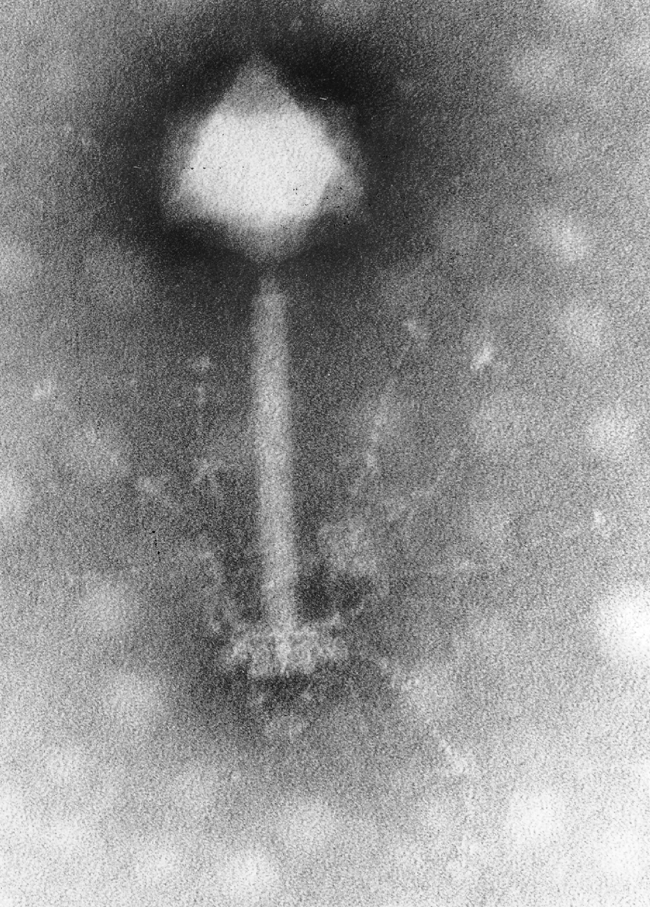
Synechococcus-Phage S-PM2 Nodensvirus spm2, Kyanoviridae
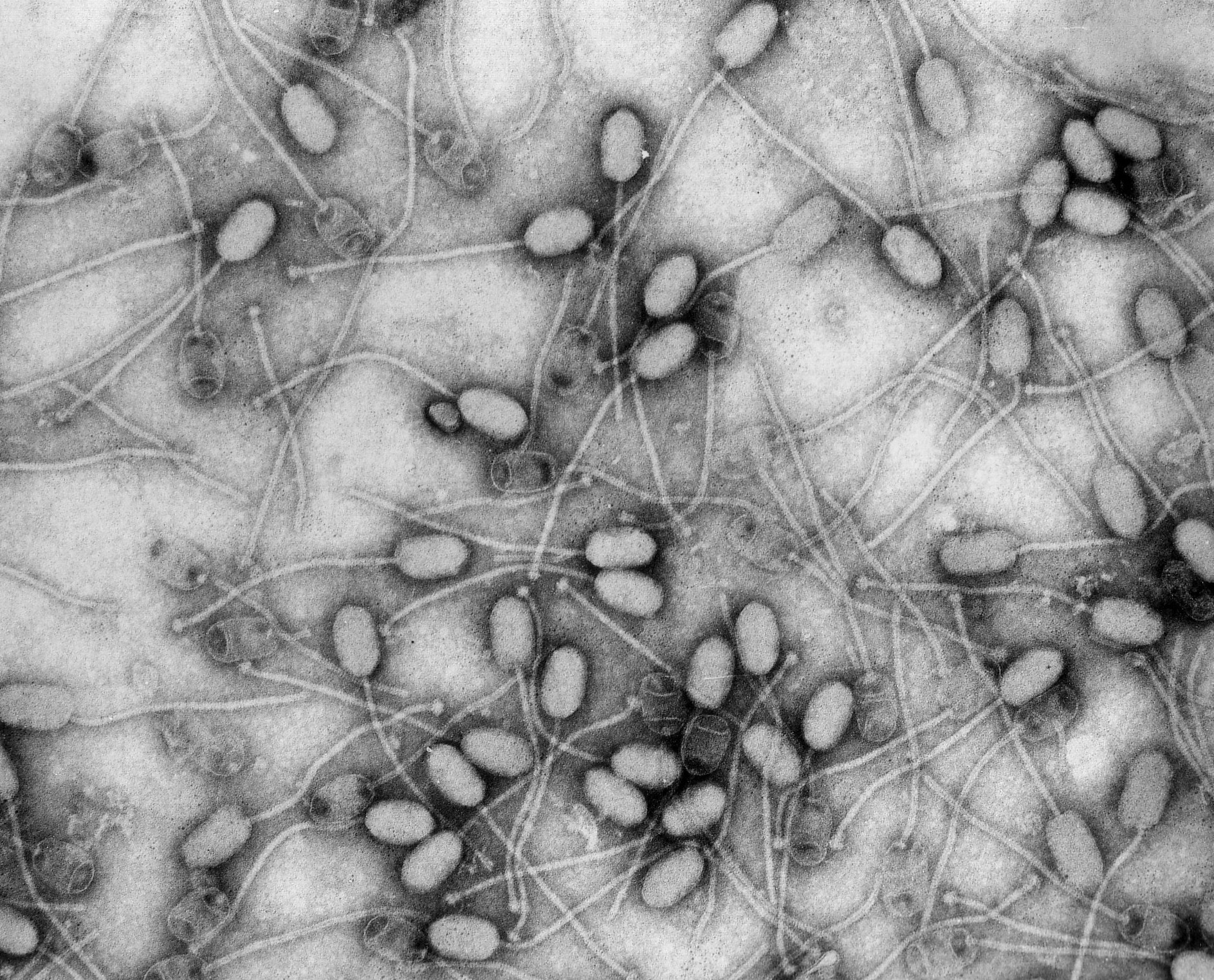
Staphylococcus-Phage 3A, Triavirus tv3a, Siphoviren
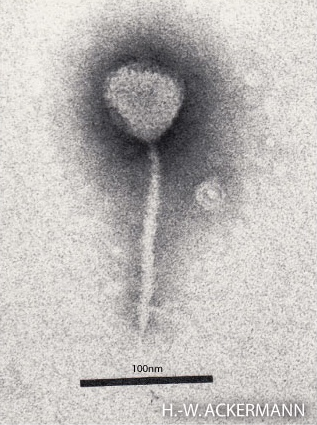
Escherichia-Phage λ, Lambdavirus lambda, Siphoviren
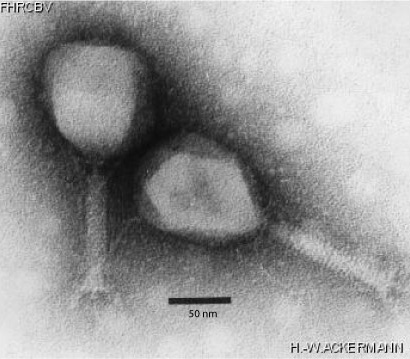
Tequatrovirus (ehem. T4likevirus) Straboviridae
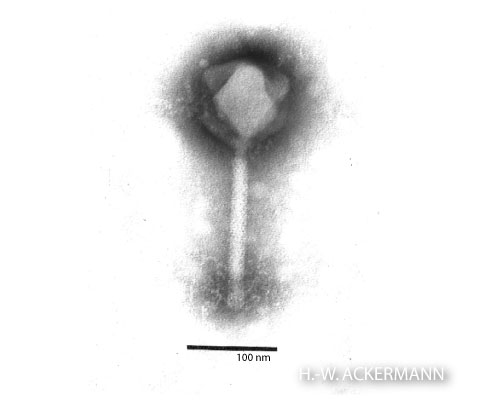
Phikzvirus (ehem. Phikzlikevirus) Myoviren
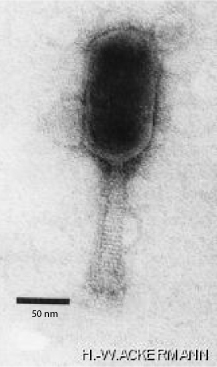
Schizotequatrovirus Straboviridae
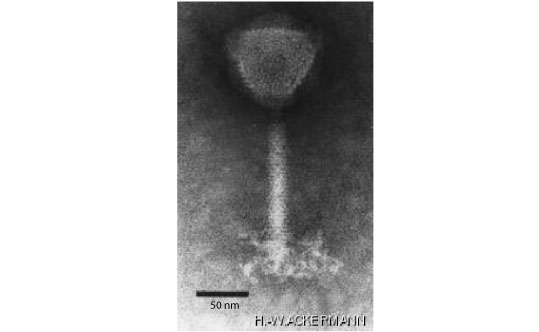
Okubovirus (ehem. Spounalikevirus) Herelleviridae
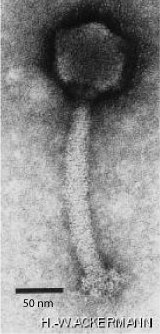
Twortvirus (ehem. Twortlikevirus) Herelleviridae
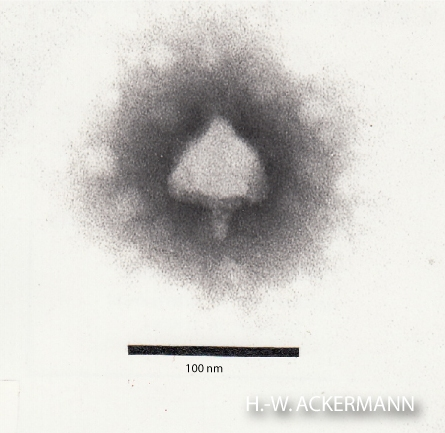
Teseptimavirus (ehem. T7likevirus) Autographiviridae
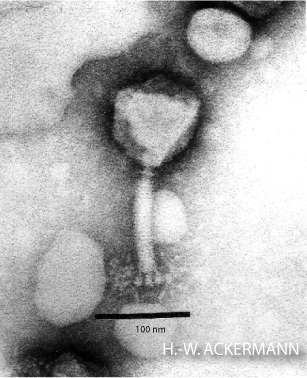
Kuttervirus ViI Ackermannviridae

## Ehrungen
Zu seinen Ehren wurde vom ICTV posthum die Virus-Familie Ackermannviridae (innerhalb der von ihm initiierten Ordnung Caudovirales) benannt.

## Schriften (Auswahl)
- Phage classification and characterization, in: Methods Mol Biol 501, 2009, S. 127–140, doi:10.1007/978-1-60327-164-6_13, PMID 19066817
- 5500 Phages examined in the electron microscope, in: Arch Virol 52(2), Februar 2007, S. 227–243, doi:10.1007/s00705-006-0849-1, PMID 17051420
- mit D. Prangishvili: Prokaryote viruses studied by electron microscopy, in: Arch Virol. 157(10), Oktober 2012, S. 1843–1849, doi:10.1007/s00705-012-1383-y, PMID 22752841
- mit Andrew M. Kropinski: Curated list of prokaryote viruses with fully sequenced genomes, in: Res Microbiol 158(7), September 2007, S. 555–566, doi:10.1016/j.resmic.2007.07.006, PMID 17889511
- Bacteriophage taxonomy in 1987, in: Microbiol Sci, Band 4, Nr. 7, Juli 1987, S. 214–218, PMID 3153614
- Frequency of morphological phage descriptions in 1995, in: Arch Virol, Band 141, Nr. 2, 1996, S. 209–218, doi:10.1007/BF01718394, PMID 8634015
- mit Dann Turner et al.: Comparative Analysis of 37 Acinetobacter Bacteriophages, in: Viruses, Band 10, Nr. 1. Januar 2018, S. 5, doi:10.3390/v10010005, PMC 5795418 (freier Volltext), PMID 29295549
- mit Hany Anany, Erika J. Lingohr, Andre Villegas et al.: A Shigella boydii bacteriophage which resembles Salmonella phage ViI, in: Virol J. 8, 2011 S. 242, doi:10.1186/1743-422X-8-242, PMC 3121705 (freier Volltext), PMID  21595934
- mit R. Lavigne, D. Seto, P. Mahadevan, A. M. Kropinski: Unifying classical and molecular taxonomic classification: analysis of the Podoviridae using BLASTP-based tools. In: Research in Microbiology. Band 159, Nr. 5, 2008, S. 406–414, doi:10.1016/j.resmic.2008.03.005, PMID 18555669.